# Дело «Хашиев и Акаева против России»
Дело «Хашиев и Акаева против России» — судебный процесс, инициированный жалобой Магомеда Ахметовича Хашиева и Розы Арибовны Акаевой против Российской Федерации, поданной ими в Европейский суд по правам человека (ЕСПЧ) 25 мая и 20 апреля 2000 года соответственно. Согласно жалобе заявителей, их родственники подверглись пыткам и были убиты российскими военнослужащими в феврале 2000 года.

## Убийство
В январе 2000 года Хашиев со своей сестрой Хашиевой Мовлатхан Боковой и соседкой Фатимой Гойговой поехали в Грозный, чтобы выяснить судьбу своих родных. 25 января ими были найдены три тела со следами огнестрельных и других ранений: Лидия Хашиева, Анзор Таймесханов (сестра и племянник Хашиева) и брат Акаевой Адлан. При погибших находились удостоверяющие их личности документы. В тот день Хашиев, Бокова и Гойгова должны были покинуть Грозный из-за комендантского часа. Вывезти тела погибших родственников им удалось только 28 января.
На телах были многочисленные раны, следы ударов и огнестрельных ранений, были сломаны некоторые кости. На теле Лидии Хашиевой были следы ударов, её ноги и руки были сломаны, выбиты зубы. У Анзора Таймесханова была сломана челюсть, на теле имелось много огнестрельных ран и ушибов. У Адлана Акаева было семь пулевых ран в живот, сердце и голову, также была сломана ключица и раздроблена левая часть лица. Из-за пережитого шока заявители не связались с врачами и не сделали фотографий погибших.
9 февраля 2000 года Акаева выехала в Грозный. Во дворе того же дома она нашла и забрала шляпу своего брата и пулемётные гильзы. В соседнем доме Акаева обнаружила пять расстрелянных тел. Шестая жертва (Елена Г.) была ранена. Она сообщила, что их обстреляли солдаты. Брата Акаевой она видела живым вечером 19 января.
10 февраля Хашиев с сестрой и дочерью поехал в Грозный в поисках пропавших без вести племянника и брата. С помощью местного жителя они нашли тела Ризвана Таймесханова (второй племянник Хашиева), Хамида Хашиева (брат Хашиева) и Магомеда Гойгова (сосед), которые лежали между гаражами. Тело Хамида Хашиева имело следы пыток, голова была разбита, отрезаны несколько пальцев. На теле Таймесханова были следы многочисленных огнестрельных ранений. Заявитель сделал фотографии погибших. Тела родных Хашиев вывез в Ингушетию. На следующий день они были похоронены. 11 февраля тело Гойгова вывезли его родные.
10 февраля тела были осмотрены в Назрани экспертами местного Управления внутренних дел. Эксперты отметили большое число различных травм конечностей, тела и головы.
29 января 65-летняя мать Акаевой скончалась от сердечного приступа, вызванного известием о гибели единственного сына.

## Расследование российских властей
5 апреля 2000 года Хашиев подал жалобу по поводу смерти его родственников. 27 мая того же году он был проинформирован военным прокурором штаб-квартиры российских войск в Чечне, что ему отказано в возбуждении уголовного дела ввиду отсутствия в действиях военных состава преступления.
6 июня Хашиев был проинформирован прокурором Малгобека, что возбуждённое 4 мая 2000 года уголовное дело по факту гибели его родных, 15 мая передано прокурору Ингушетии. 17 июля Акаевой было сообщено, что дело о гибели её брата расследует «одна из местных прокуратур». В сентябре того же года городская прокуратура Грозного объединила два дела в одно. Расследование по этому делу семь раз приостанавливалось и восемь раз возобновлялось. Четырежды дело передавалось из городской прокуратуры Грозного в республиканскую и обратно. Согласно версии Хашиева, которую поддержало следствие и подтверждали показания свидетелей, преступление было совершено военнослужащими одной из воинских частей — какой именно установить не удалось. Обвинение в совершении этого преступления не было предъявлено никому.
В конце 2002 года Хашиев подал иск в районный суд Ингушетии с требованием возмещения материального и морального ущерба. 26 февраля 2003 года иск был частично удовлетворён выплатой компенсации в размере 675 тысяч рублей. Судом было установлено, что район Грозного, в котором произошло убийство, на момент его совершения контролировался федеральными военнослужащими. Так как все военные подразделения являются государственными органами, а конкретные преступники не установлены, то ущерб должно компенсировать государство. Компенсация в полном объёме была выплачена Хашиеву 29 декабря 2004 года.

## Расследование Европейского суда
В предоставленных Россией материалах дела наличествовали 88 документов из 130, перечисленных в описи. 7 марта суд обратился к российской стороне с просьбой предоставить материалы уголовного дела в полном объёме. Был получен ответ, что не предоставленные материалы не имеют отношения к обстоятельствам дела.
Мовлатхан Бокова обмывала тело Лидии Хашиевой перед погребением. Бокова показала, что на теле Хашиевой было около 20 колотых и огнестрельных ран, была сломана левая рука и выбиты зубы. У Анзора Таймесханова была сломана челюсть, на голове было много следов ударов.
Петимат Гойгова, родственница Магомеда Гойгова, показала со слов одного из местных жителей, что убийство было совершено солдатами из 205-й пехотной бригады из Будённовска.
Была несколько раз допрошена Анна Политковская, автор статьи в «Новой газете» «Свобода или смерть». Политковская утверждала, что в феврале 2000 года посещала Старопромысловский район Грозного (место совершения убийства), где интервьюировала свидетелей убийства и родственников покойных. Свидетели называли солдат 205-й бригады ответственными за это убийство.

## Решение Европейского суда
В Чечне не было введено военное или чрезвычайное положение. Никаких законов, которые бы ограничивали права населения республики, принято не было. 6 июня 2003 года было Государственной думой была объявлена амнистия на преступления, совершённые участниками двух чеченских войн как со стороны федеральных сил, так и со стороны сепаратистов в период с декабря 1994 по июнь 2003 года. Но эта амнистия не распространяется на такие тяжкие преступления, как убийство.
Представители официальных властей требовали признать жалобу неприемлемой, так как истцы не исчерпали всех доступных средств государственной защиты. Несмотря на то, что судебная система в Чечне в тот момент не работала, возможность гражданского судопроизводства за пределами Чечни сохранялась. К тому же в 2001 году республиканские суды возобновили работу.
Заявители ответили, что требование об исчерпании внутригосударственных средств защиты было ими выполнено. Кроме того, те средства, к которым апеллируют официальные власти были неэффективными и неадекватными. Антитеррористическая операция, которая осуществлялась в Чечне, была санкционирована высшей государственной властью. Закон о борьбе с терроризмом разрешает антитеррористическим подразделениям нарушать ряд важных прав граждан, но не устанавливает рамок для таких нарушений. Также в законе отсутствует ответственность представителей власти за злоупотребление ею. Руководители антитеррористической операции знали о возможных нарушениях прав человека, но не предприняли никаких мер для их предотвращения.
Кроме того, есть практика невыполнения требований об эффективном расследовании преступлений, которые совершены военнослужащими и милиционерами. Доказательством могут служить безнаказанность за преступления, как совершённые в Чечне за период с 1999 года, так и по всей территории России за весь период с момента распада СССР. Заявителями были приведены цитаты из сообщений правозащитных организаций и документов Совета Европы о массовых нарушениях прав человека в России и отсутствии прогресса в их расследовании.
- Европейский суд единогласно признал, что российские власти не провели эффективного расследования убийства. Возражения официальных властей были отвергнуты. Имело место нарушение ст. 2 Европейской конвенции по правам человека (право на жизнь)[1].
- Суд единогласно не счёл установленным факт применения пыток по отношению к погибшим, поскольку предоставленные доказательства не позволяют это однозначно утверждать[1].
- Суд пятью голосами против двух посчитал, что расследование по делу было недостаточно тщательным и эффективным. Не были проведены необходимые судебно-медицинские экспертизы, не были найдены и допрошены возможные свидетели, военнослужащие дислоцировавшихся в этом районе в январе 2000 года воинских частей. По этим причинам не были установлены обстоятельства гибели жертв и виновные в их гибели. В данном случае была нарушена ст. 13 Европейской конвенции (право на эффективное расследование)[1].

Решением суда российской стороной должно быть выплачено:
- компенсация за моральный ущерб: Хашиеву — 15 тысяч евро; Акаевой — 20 тысяч евро;
- 10 927 евро компенсации затрат и расходов;
- любые налоги, которыми могут облагаться эти суммы[1].